# Kösebucağı, Fatsa
Kösebucağı là một xã thuộc huyện Fatsa, tỉnh Ordu, Thổ Nhĩ Kỳ. Dân số thời điểm năm 2010 là 1.134 người.